# Bhodjpouri
Le bhodjpouri ou bhojpuri est une langue indo-iranienne parlée dans le nord-est de l'Inde où elle compte plus de 51 millions de locuteurs (Bihar, Uttar Pradesh, et une vallée du Népal). Elle est également utilisée par la diaspora indienne du Guyana, Suriname, Fidji, Maurice et Trinité-et-Tobago.

Localisation
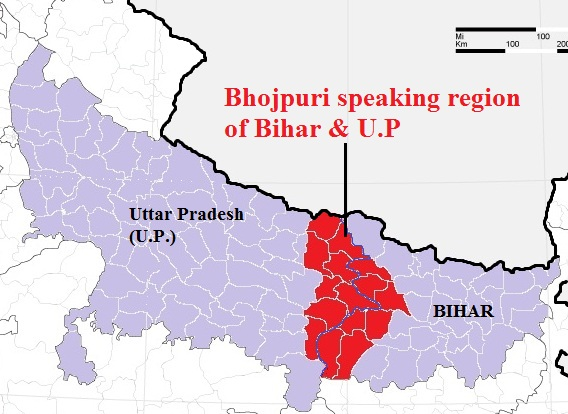
Zone d'origine du bhodjpouri
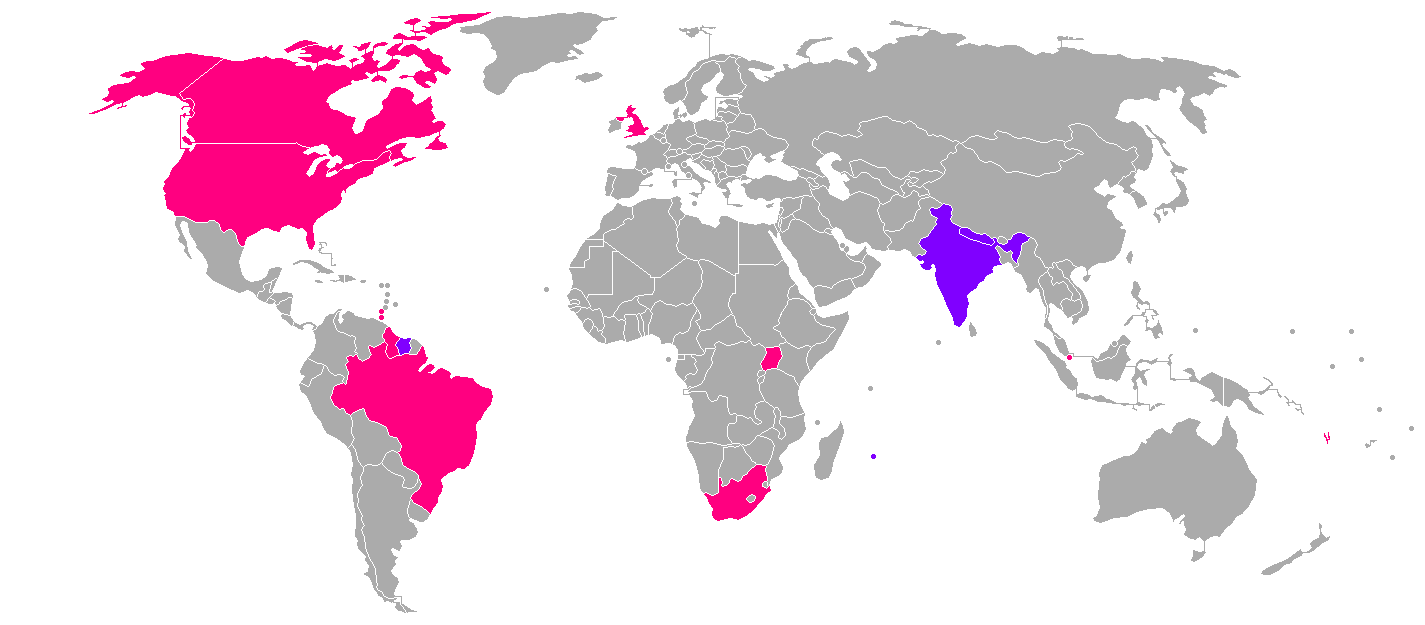
Pays comptant un nombre significatif de locuteurs

## Code
- Code de langue IETF : bho